# PhyloCode
Az International Code of Phylogenetic Nomenclature, ismertebb rövidítése szerint PhyloCode, egy fejlődő szabvány a filogenetikus rendszertanban használt nevek szabályozására. Jelenlegi változata a kládok elnevezését szabályozza, a fajok neveinek meghatározását meghagyva más szabályozók (ICN, ICZN, ICNB) kezében.
A PhyloCode fejlesztését az International Society for Phylogenetic Nomenclature (ISPN) felügyeli.

## Áttekintés
A PhyloCode célja a filogenetikus rendszertan szabályozása azáltal, hogy szabályokat állít fel arra nézve, hogy az elnevezések és definíciók közül melyeket tekintenek megalapozottnak, melyeket homonimáknak vagy szinonimáknak, és a homonimák vagy szinonimák csoportjai közül melyek lesznek elfogadottak (általában az előbb regisztráltak; lásd alant).
A PhyloCode kizárólag kládok elnevezését engedi meg, tehát parafiletikus vagy polifiletikus csoportokét nem, a specimenek (példányok), fajok és apomorfiák használatát a kládot meghatározó tényezőkként (horgony, anchor) engedélyezi.

### Filogenetikus rendszertan
A korábbi, rangokon alapuló nevezéktanokkal (ICBN, ICZN, ICNB) ellentétben a PhyloCode nem követeli meg a rendszertani rangok használatát, bár opcionálisan megengedi azt. A hagyományos rendszertanok a taxonokat rangok (mint pl. génusz, család stb.) segítségével, és sok esetben típuspéldány vagy típus-altaxon segítségével. A típuson kívül a taxon pontos tartalmát a rangokon alapuló rendszertanok egyáltalán nem definiálják.
Ezzel ellentétben, a filogenetikus rendszertan egy-egy taxon tartalmát a leszármazási kapcsolatok alapján határozza meg, az egyes élőlényekre pedig „specifierek” (meghatározók) alapján hivatkozik. A specifierek lehetnek specimenek (példányok), fajok és apomorfiák. A definíciós formula egy őst határoz meg. A leírt taxon ezzel az őssel, és annak valamennyi leszármazottjának összességével egyezik meg. Tehát adott filogenetikus taxon meghatározása annak a taxonnak a leszármazását leíró elméleten alapul.
A következőkben tekintsünk néhány példát a filogenetikus taxonleírásra (a nagybetűk 'meghatározók'ra utalnak):
- Csomópont-alapú (Node-based): „az A és B legfiatalabb közös őséből kiinduló klád” vagy „az A-t és B-t tartalmazó kládok közül a lehető legkisebb”
- Ág-alapú (Branch-based): „a klád, ami tartalmazza A-t és minden élőlényt vagy fajt, amivel Z-nél fiatalabb közös őse van A-nak” vagy „a lehető legnagyobb klád, ami A-t tartalmazza, de Z-t nem”
- Apomorfia-alapú (Apomorphy-based): „az első, A-ban is meglévő M apomorfiát tartalmazó élőlényből vagy fajból kiinduló klád” vagy „a lehető legnagyobb, az M jegyet mutató klád, ami A-val szünapomorf”

Egyéb definíciótípusok is lehetségesek.
Az alábbi táblázat példázza a rang alapú és a leszármazási alapú definíciók különbségeit.
| Név             | Rang    | Típus                     | Lehetséges filogenetikus meghatározás |
| --------------- | ------- | ------------------------- | --- |
| Tyrannosauridae | Család  | Tyrannosaurus Osborn 1905 | a legkisebb, a Tyrannosaurus rex-et Osborn 1905, a Gorgosaurus libratus-t Lambe 1914 és az Albertosaurus sarcophagus-t Osborn 1905 is tartalmazó klád |
| Mammalia        | Osztály | N/A                       | a Homo sapiens Linnaeus 1758 és a Ornithorhynchus anatinus Blumenbach 1800 legfiatalabb közös ősétől induló klád                                      |

## Fordítás
- Ez a szócikk részben vagy egészben a PhyloCode című angol Wikipédia-szócikk ezen változatának fordításán alapul.  Az eredeti cikk szerkesztőit annak laptörténete sorolja fel. Ez a jelzés csupán a megfogalmazás eredetét és a szerzői jogokat jelzi, nem szolgál a cikkben szereplő információk forrásmegjelöléseként.